# Mary Queeny

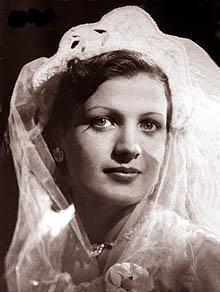
Chân dung Mary Queeny năm 1945

Mary Queeny (tiếng Ả Rập: ماري كويني; 1913–2003) là nhà làm phim và diễn viên người Ai Cập.
Tên khai sinh là Mary Boutros Youni. Bà ra đời năm 1913, trong một gia đình Kitô giáo ở Liban. Dì bà là nữ diễn viên và nhà sản xuất phim Assia Dagher. Năm 1923, bà cùng dì mình đến thủ đô Cairo, Ai Cập. Năm 12 tuổi, bà bắt đầu lấy tên Mary Queeny. Năm 1940, bà kết hôn với nam diễn viên điện ảnh và đạo diễn người Ai Cập, Ahmed Galal. Con trai của họ là đạo diễn phim Nader Galal. Bà tham gia đóng tất cả các bộ phim mà Galal làm đạo diễn cho đến khi bà nghỉ hưu năm 1982.
Queeny là diễn viên và nhà sản xuất nổi tiếng trong thời đại tiên phong của điện ảnh Ai Cập. Vai diễn đầu tiên của bà là vào năm 1929, trong bộ phim Ghadat al-sahara (Người đẹp sa mạc). Bà tiếp tục tham gia làm tất cả các bộ phim do dì Assia Dagher sản xuất. Bà có mặt trong 20 bộ phim và là một trong những người phụ nữ đầu tiên ở Ai Cập xuất hiện trên màn ảnh mà không có mạng che mặt.
Năm 1942, bà cùng chồng mình thành lập hãng Galal Films. Năm 1944, hãng đổi tên thành Gala Studios. Gala Studios là một trong năm hãng phim lớn nhất trong thời kỳ hoàng kim của phim Ai Cập. Năm 1958, bà thành lập một phòng thí nghiệm xử lý màu phim. Năm 1963, bà bán phòng thí nghiệm cho Tập đoàn Misr, nay là Tập đoàn Misr International. Sau đó đạo diễn Youssef Chahine và cháu gái của ông, Marianne Khoury, mua lại.
Queeny mất ngày 23 tháng 11 năm 2003 tại Cairo do trụy tim, hưởng thọ 90 tuổi.

## Các bộ phim chọn lọc
- Pangs Of Conscience (1931)
- When A Woman Loves (1933)
- Rebellious Girl (1940) (bộ phim lần đầu tiên bà đóng nhân vật chính)
- Prisoner No 17 (1949)
- The Seventh Wife (1950)
- Sacrificing My Love (1951).
- Women Without Men (1953), bộ phim cuối cùng của sự nghiệp bà